# Гора Ла Гіра

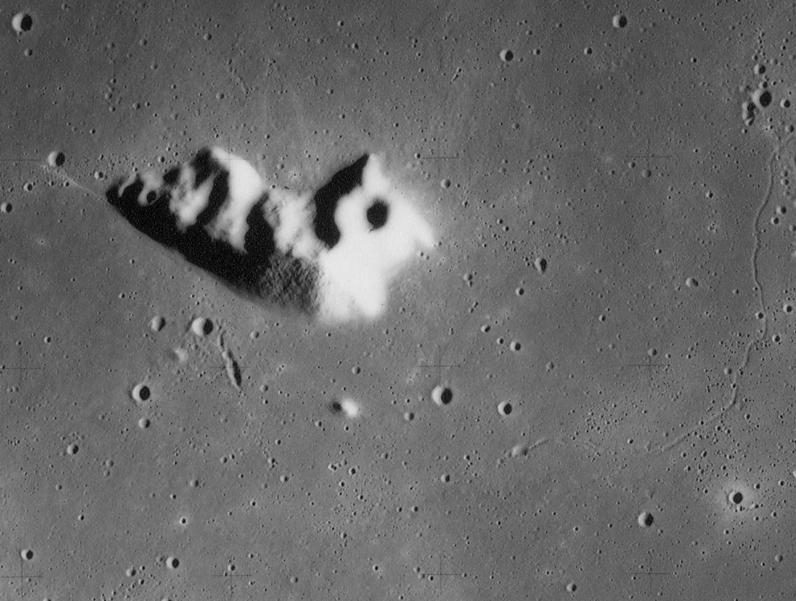
Гора Ла Гіра. Знімок Аполлона-15 (1971)

Гора Ла Гіра (лат. Mons La Hire) — гора на видимому боці Місяця, в західній частині Моря Дощів (27°40′ пн. ш. 25°31′ зх. д. / 27.66° пн. ш. 25.51° зх. д.). Названа на честь Філіпа де ла Гіра (1640–1718), французького математика і астронома. Ця назва була затверджена Міжнародним астрономічним союзом 1935 року.
Основа гори витягнута на захід-північний захід і має розмір 23×12 км. Пік височіє над поверхнею моря на 1,75–1,85 км. Його висота відносно місячного рівня відліку висот (сфера радіусом 1737,4 км) складає −0,03 км.
На південному заході від гори лежить кратер Ейлер, на південному сході — Ламберт. За 50 км на північний схід тягнеться гряда Циркеля, а за 30 км на північний захід лежать дві менших безіменних гори.

## Супутникові кратери
Ці кратери, розташовані в околицях гори, названо ім'ям Ла-Гір з доданням великої латинської літери.
| Ла-Гір | Координати                                                | Діаметр, км |
| ------ | --------------------------------------------------------- | ----------- |
| A      | 28°32′ пн. ш. 23°28′ зх. д. / 28.53° пн. ш. 23.46° зх. д. | 5           |
| B      | 27°41′ пн. ш. 23°02′ зх. д. / 27.69° пн. ш. 23.03° зх. д. | 4           |